# Kaštel Benković
Kaštel Benković je srednjovjekovni kaštel u Benkovcu. Datira iz druge polovice 15. stoljeća. Zaštićeno je kulturno dobro. Klasificiran je kao profana graditeljska baština. Nije pod UNESCO zaštitom. U prostorijama kaštela smjestio se Zavičajni muzej Benkovac.
Najuočljiviji je kulturno-povijesni spomenik u Benkovcu. Nalazi se na brežuljku koji dominira okolnim područjem. Ime je dobio po hrvatskim velikašima - obitelji Benković koja ga je izgradila. Izgradnjom ove utvrde počinje i povijest grada Benkovca.
Građevina je kvadratna tlocrta. Na sjeveru je visoka četvrtasta kula "donžon". Za vrijeme turske vlasti kaštel je ojačan s južne strane s dvije manje kružne kule na uglovima. Kortine su ravne a na vrhu ophoda završavaju zupcima. U glavnoj kuli kaštela sačuvano je više strijelnica. S vanjske jugoistočne strane kaštela sagrađena je crkva sv. Ante koja je posljednji put pregrađena 1743. god. u baroknom slogu sa zvonikom na preslicu.